# 685
685 (DCLXXXV, na numeração romana) foi um ano comum do século VII, do Calendário Juliano, da Era de Cristo, teve início a um domingo e terminou também a um domingo, e a sua letra dominical foi A.
| Ano completo                    |
| ------------------------------- |
| Ano comum com início ao domingo |

## Eventos
- 23 de Julho - É eleito o Papa João V.